# Nebırnav Yaylası
Nebırnav Yaylası (turco, altopiano di Nebırnav in italiano) è un altopiano situato in Turchia.

## Geografia
L'altopiano – che raggiunge quote tra i 3 200 e i 3 600 metri – si trova in Antolia Orientale, al confine tra le province di Hakkâri e Van e circa 60 km a nord dalla città di Hakkâri. Tra le specie animali che vivono nell'area vi sono l'orso e il lupo.

## Società
Nei mesi estivi questo territorio è raggiunto da popolazioni seminomadi provenienti dalla provincia di Siirt, che migrano qui perché le temperature più miti sono maggiormente adatte all'allevamento di bestiame, loro principale attività economica. La zona è indicata dall'Agenzia per lo sviluppo dell'Anatolia Orientale (Doğu Anadolu Kalkınma Ajansı) quale adatta per il trekking e per l'utilizzo della mountain bike.
Nel 2010 l'area è stata teatro di operazioni militari da parte delle forze armate turche nei confronti di elementi del Partito dei Lavoratori del Kurdistan.

## Infrastrutture e trasporti

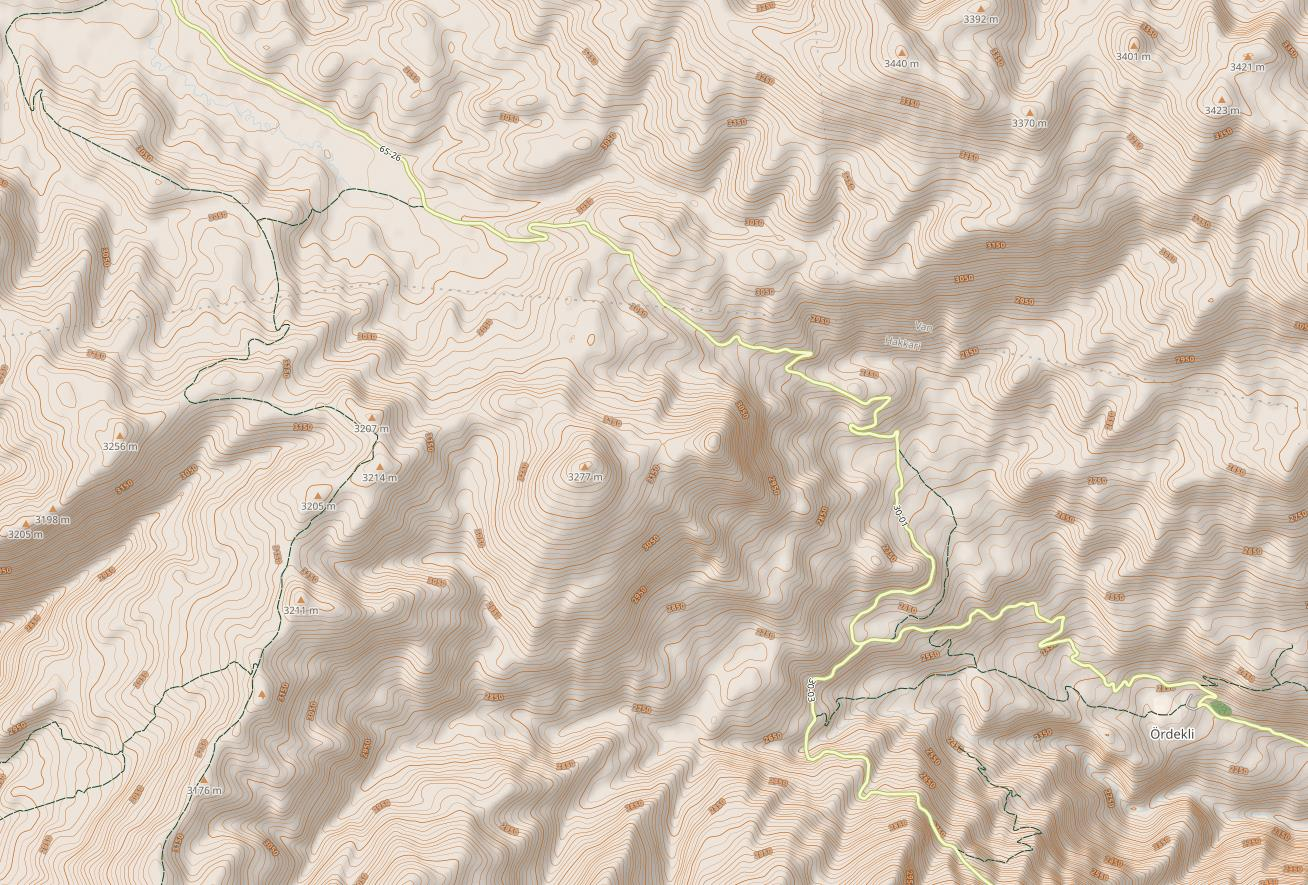
Mappa dell'altopiano con altimetrie: nei pressi del confine tra la provincia di Hakkâri e quella di Van la strada raggiunge i.

L'altopiano è attraversato da una carrozzabile asfaltata (strada provinciale  30-01 nella provincia di Hakkâri e strada provinciale 65-26 in quella di Van) che costituisce la più diretta via di collegamento tra le province di Hakkâri e Van, sebbene sia meno utilizzata rispetto alla strada statale 975 sita più a est, a causa dell'elevata quota altimetrica raggiunta e del lungo periodo di chiusura invernale. La strada che percorre l'altopiano – pur trovandosi in un'area esterna ai confini geografici dell'Europa – è tra le più alte situate in stati europei.